# 織田信成 (大名)
織田 信成（おだ のぶしげ）は、江戸時代後期の大名。大和国柳本藩の第12代藩主。尚長流織田家12代。官位は従五位下・筑前守。後に正四位。

## 生涯
11代藩主・織田信陽の九男として柳本にて誕生。幼名は万寿九郎。初名は秀茂。
安政3年（1856年）に父・信陽の嫡男であった三兄の信宝が死去したため、安政4年（1857年）9月13日に嫡子となる。同年12月16日、父・信陽の死去により家督を相続する。万延元年（1860年）10月15日、13代将軍・徳川家定に御目見する。同年12月16日、従五位下筑前守に叙任する。文久2年（1862年）閏8月8日、駿府加番の廃止により、秋からの加番を免除される。元治元年（1864年）から慶応元年（1865年）にかけて、領内の崇神天皇陵の補修を行った。
明治維新に際しては小藩のために主体的な行動をとれず、病気を理由に再三にわたって上洛延期を申請した。鳥羽・伏見の戦いにおける旧幕府軍の敗北やその後の情勢を見極めて、弟の信及を上洛させた。慶応4年（1868年）5月6日に隠居し、養子とした信及に家督を譲る。
明治維新後は一時的に京都で暮らしていたようである。明治7年（1874年）6月11日、京都から東京に転居した。明治9年（1876年）、宮中侍候となる。また、明治18年（1885年）3月には宮中祗候となり、明治天皇に仕えた。同年7月、宮中祗候の廃止により免職となる。明治31年（1898年）2月27日、死去。享年56。

## 系譜
子女は4男2女。
- 父：織田信陽
- 母；不詳
- 正室：よね - 米子、西村光和の四女
- 生母不明の子女
  - 男子：織田隆
- 養子
  - 男子：織田信及 - 織田信陽の十男